# Presa de Can Rissec
La Presa de Can Rissec és un jaciment arqueològic del Leptolític que es troba a Llagostera (Gironès), inclòs a l'Inventari del Patrimoni Arqueològic i Paleontològic de Catalunya.

## Descripció
Situat en terreny erm, als boscos d'alzina surera que envolten la Presa de Can Rissec, dins la urbanització Selva Brava.
Trobats en superfície 10 fragments de sílex i 2 de quars, entre els que hi ha un útil: un raspador frontal carenat.
A causa de les fortes pendents de l'entorn i la poca consistència del sòl (sauló), és molt probable que aquest material hagi estat transportat en superfície recentment i que, si el jaciment existeix, no es trobi allà on actualment hi ha la presa.